# Lista över fornlämningar i Strömsunds kommun
Lista över fornlämningar i Strömsunds kommun är en förteckning av ett urval av de fornlämningar som finns i Strömsunds kommun.

## Bodum
| Namn        | Lämningstyp  | Tillkomsttid | Historisk indelning | Plats | Läge                 | ID-nr          | Bild                                 |
| ----------- | ------------ | ------------ | ------------------- | ----- | -------------------- | -------------- | ------------------------------------ |
| Bodum 228:1 | Stensättning |              | Bodum, Ångermanland |       | 63.951121, 16.444719 | 10245402280001 | Ladda upp en bild av detta fornminne |

## Fjällsjö
| Namn           | Lämningstyp | Tillkomsttid | Historisk indelning    | Plats | Läge                 | ID-nr          | Bild                                      |
| -------------- | ----------- | ------------ | ---------------------- | ----- | -------------------- | -------------- | ----------------------------------------- |
| Fjällsjö 191:1 | Hällmålning |              | Fjällsjö, Ångermanland |       | 63.712473, 16.083124 | 10246001910001 | Ladda upp en till bild av detta fornminne |
| Fjällsjö 196:1 | Hällmålning |              | Fjällsjö, Ångermanland |       | 63.695981, 16.337666 | 10246001960001 | Ladda upp en bild av detta fornminne      |

## Frostviken
| Namn                               | Lämningstyp  | Tillkomsttid | Historisk indelning  | Plats | Läge                 | ID-nr          | Bild                                 |
| ---------------------------------- | ------------ | ------------ | -------------------- | ----- | -------------------- | -------------- | ------------------------------------ |
| Bågede Lappaltare (Frostviken 5:1) | Hög          |              | Frostviken, Jämtland |       | 64.342691, 14.816911 | 10252700050001 | Ladda upp en bild av detta fornminne |
| Frostviken 111:1                   | Hällristning |              | Frostviken, Jämtland |       | 64.539316, 14.099836 | 10252701110001 | Ladda upp en bild av detta fornminne |
| Frostviken 111:2                   | Hällristning |              | Frostviken, Jämtland |       | 64.539342, 14.099814 | 10252701110002 | Ladda upp en bild av detta fornminne |
| Frostviken 111:3                   | Hällristning |              | Frostviken, Jämtland |       | 64.539320, 14.099838 | 10252701110003 | Ladda upp en bild av detta fornminne |
| Frostviken 111:4                   | Hällristning |              | Frostviken, Jämtland |       | 64.539317, 14.099787 | 10252701110004 | Ladda upp en bild av detta fornminne |
| Frostviken 116:1                   | Stensättning |              | Frostviken, Jämtland |       | 64.538196, 14.107788 | 10252701160001 | Ladda upp en bild av detta fornminne |

## Gåxsjö
| Namn        | Lämningstyp | Tillkomsttid | Historisk indelning | Plats | Läge                 | ID-nr          | Bild                                 |
| ----------- | ----------- | ------------ | ------------------- | ----- | -------------------- | -------------- | ------------------------------------ |
| Gåxsjö 10:1 | Gravfält    |              | Gåxsjö, Jämtland    |       | 63.724518, 14.979081 | 10253000100001 | Ladda upp en bild av detta fornminne |

## Hammerdal
| Namn                          | Lämningstyp             | Tillkomsttid | Historisk indelning | Plats | Läge                 | ID-nr          | Bild                                 |
| ----------------------------- | ----------------------- | ------------ | ------------------- | ----- | -------------------- | -------------- | ------------------------------------ |
| Kallsnäs (Hammerdal 142:1)    | Hög                     |              | Hammerdal, Jämtland |       | 63.599290, 15.377427 | 10253301420001 | Ladda upp en bild av detta fornminne |
| Kallsnäs (Hammerdal 142:2)    | Hög                     |              | Hammerdal, Jämtland |       | 63.599225, 15.377084 | 10253301420002 | Ladda upp en bild av detta fornminne |
| Hammerdal 203:1               | Hög                     |              | Hammerdal, Jämtland |       | 63.525174, 15.449391 | 10253302030001 | Ladda upp en bild av detta fornminne |
| Hammerdal 301:1               | Grav- och boplatsområde |              | Hammerdal, Jämtland |       | 63.748826, 15.572531 | 10253303010001 | Ladda upp en bild av detta fornminne |
| Hammerdal 302:1               | Stensättning            |              | Hammerdal, Jämtland |       | 63.747680, 15.565966 | 10253303020001 | Ladda upp en bild av detta fornminne |
| Finnbodarna (Hammerdal 354:1) | Fäbod                   |              | Hammerdal, Jämtland |       | 63.443464, 15.411308 | 10253303540001 | Ladda upp en bild av detta fornminne |
| Nybodarna (Hammerdal 365:1)   | Fäbod                   |              | Hammerdal, Jämtland |       | 63.441284, 15.545324 | 10253303650001 | Ladda upp en bild av detta fornminne |

## Ström
| Namn                      | Lämningstyp  | Tillkomsttid | Historisk indelning | Plats | Läge                 | ID-nr          | Bild                                      |
| ------------------------- | ------------ | ------------ | ------------------- | ----- | -------------------- | -------------- | ----------------------------------------- |
| Lappgraven (Ström 1:1)    | Stensättning |              | Ström, Jämtland     |       | 64.227676, 15.249491 | 10256400010001 | Ladda upp en bild av detta fornminne      |
| Höskäringen (Ström 156:1) | Stensättning |              | Ström, Jämtland     |       | 64.026716, 15.363634 | 10256401560001 | Ladda upp en bild av detta fornminne      |
| Ström 157:1               | Stensättning |              | Ström, Jämtland     |       | 64.026064, 15.364522 | 10256401570001 | Ladda upp en bild av detta fornminne      |
| Ström 166:1               | Stensättning |              | Ström, Jämtland     |       | 63.988924, 15.459030 | 10256401660001 | Ladda upp en bild av detta fornminne      |
| Ström 332:1               | Hällmålning  |              | Ström, Jämtland     |       | 63.823688, 15.700383 | 10256403320001 | Ladda upp en bild av detta fornminne      |
| Ström 332:2               | Hällmålning  |              | Ström, Jämtland     |       | 63.823690, 15.700371 | 10256403320002 | Ladda upp en bild av detta fornminne      |
| Ström 332:3               | Hällmålning  |              | Ström, Jämtland     |       | 63.823683, 15.700371 | 10256403320003 | Ladda upp en till bild av detta fornminne |
| Ström 349:2               | Stensättning |              | Ström, Jämtland     |       | 63.802643, 15.593637 | 10256403490002 | Ladda upp en bild av detta fornminne      |

## Tåsjö
| Namn                       | Lämningstyp      | Tillkomsttid | Historisk indelning | Plats | Läge                 | ID-nr          | Bild                                 |
| -------------------------- | ---------------- | ------------ | ------------------- | ----- | -------------------- | -------------- | ------------------------------------ |
| Tåsjö 32:1                 | Stensättning     |              | Tåsjö, Ångermanland |       | 64.143833, 16.265998 | 10250700320001 | Ladda upp en bild av detta fornminne |
| Klingerholmen (Tåsjö 73:1) | Stensättning     |              | Tåsjö, Ångermanland |       | 64.135895, 16.280521 | 10250700730001 | Ladda upp en bild av detta fornminne |
| Klingerholmen (Tåsjö 73:2) | Stensättning     |              | Tåsjö, Ångermanland |       | 64.135807, 16.280712 | 10250700730002 | Ladda upp en bild av detta fornminne |
| Tåsjö 81:1                 | Stensättning     |              | Tåsjö, Ångermanland |       | 64.136931, 16.281937 | 10250700810001 | Ladda upp en bild av detta fornminne |
| Tåsjö 125:1                | Hög              |              | Tåsjö, Ångermanland |       | 64.113658, 16.113678 | 10250701250001 | Ladda upp en bild av detta fornminne |
| Tåsjö 149:1                | Hög              |              | Tåsjö, Ångermanland |       | 64.127201, 16.077730 | 10250701490001 | Ladda upp en bild av detta fornminne |
| Tåsjö 155:1                | Gravfält         |              | Tåsjö, Ångermanland |       | 64.114383, 16.097871 | 10250701550001 | Ladda upp en bild av detta fornminne |
| Tåsjö 155:2                | Hög              |              | Tåsjö, Ångermanland |       | 64.114975, 16.096832 | 10250701550002 | Ladda upp en bild av detta fornminne |
| Tåsjö 156:1                | Hög              |              | Tåsjö, Ångermanland |       | 64.113978, 16.100184 | 10250701560001 | Ladda upp en bild av detta fornminne |
| Tåsjö 203:1                | Begravningsplats |              | Tåsjö, Ångermanland |       | 64.214296, 15.921324 | 10250702030001 | Ladda upp en bild av detta fornminne |
| Tåsjö 208:1                | Stensättning     |              | Tåsjö, Ångermanland |       | 64.176269, 15.983291 | 10250702080001 | Ladda upp en bild av detta fornminne |
| Tåsjö 239:1                | Hög              |              | Tåsjö, Ångermanland |       | 64.183100, 15.968395 | 10250702390001 | Ladda upp en bild av detta fornminne |
| Tåsjö 315:1                | Hög              |              | Tåsjö, Ångermanland |       | 64.122888, 16.074261 | 10250703150001 | Ladda upp en bild av detta fornminne |